# Macrurohelea caudata
Macrurohelea caudata är en tvåvingeart som beskrevs av Ingram och John William Scott Macfie 1931. Macrurohelea caudata ingår i släktet Macrurohelea och familjen svidknott. Inga underarter finns listade i Catalogue of Life.